# Fritz Eheim
Fritz Eheim (* 10. Dezember 1923 in Wien; † 7. September 1985) war ein österreichischer Archivar und Historiker.

## Leben
Ab 1945 studierte er Germanistik und Geschichte an der Universität Wien. Er promovierte 1949 zum Doktor der Philosophie. Er absolvierte den 45. Ausbildungskurs des Instituts für österreichische Geschichtsforschung. Ab 1955 war er im Archivdienst des Landes Niederösterreich tätig. 1977 wurde er krankheitshalber als Oberarchivrat pensioniert.

## Schriften (Auswahl)
- mit Gerhard Winner: Geschichte der Burg Wartenstein. New York 1958, OCLC 720956393.
- Heimatbuch der Stadt Pöchlarn. Pöchlarn 1967, OCLC 174601611.
- mit Heinrich Weigl: Die Ortsnamen in Niederösterreich. St. Pölten 1976, OCLC 256388506.
- mit Silvia Petrin: Das Niederösterreichische Landesarchiv. St. Pölten 1977, ISBN 3-85326-515-4.